# Corey Kispert
Corey James Kispert (Edmonds, 3 marzo 1999) è un cestista statunitense.

## High school
Kispert cresce a Edmonds, Washington, frequentando la King's High School. Da junior tiene una media di 23,9 punti, 6,8 rimbalzi, 3,4 assist e 2,3 recuperi a partita, portando la squadra al secondo titolo statale consecutivo e venendo nominato MVP del torneo del campionato statale.  Nella sua stagione da senior, Kispert tiene una media di 25 punti a partita, prima di rompersi un piede a febbraio.

## College
Considerato una recluta a quattro stelle, si impegna a giocare a basket per Gonzaga, preferendola a Notre Dame.
Da freshman gioca tutte e 35 le partite di Gonzaga, partendo come titolare in sette occasioni, con una media di 6,7 punti e 3,2 rimbalzi a partita. Kispert diventa titolare per i Bulldogs nella sua seconda stagione, conclusa con una media di 8,0 punti e 4,1 rimbalzi a partita.
Inizia la sua stagione da junior come uno dei favoriti per il Julius Erving Award e come unico titolare di Gonzaga a ritornare dall'anno precedente. Dopo aver segnato meno di cinque punti nelle tre precedenti partite, il 28 novembre 2019 Kispert realizza 28 punti con 7/8 da tre punti contro Southern Mississippi nel round di apertura del Battle 4 Atlantis. Mette a segno 26 punti con cinque tiri da tre realizzati contro North Carolina in una vittoria per 94-81. Al termine della stagione regolare Kispert viene incluso nel primo quintetto della West Coast Conference, dopo aver tenuto 13,9 punti di media a partita. Dopo la stagione, si rende eleggibile per il Draft NBA 2020, non assumendo un agente e mantenendo l'eleggibilità collegiale. Il 3 agosto Kispert annuncia la decisione alla fine decise di tornare per la sua stagione da senior.
All'inizio della sua stagione da senior, viene nominato nella miglior squadra della preseason della West Coast Conference. Segna il suo punto n°1.000 in carriera nella prima partita della stagione contro Kansas all'interno di una prestazione da 23 punti. Il 26 dicembre 2020, Kispert realizza il proprio record in carriera di 32 punti, eguagliando anche il record della scuola con nove tiri da tre punti realizzati, nella vittoria per 98-75 contro Virginia. Qualche mese dopo, Kispert rivela che l'allenatore di Virginia, Tony Bennett, aveva confessato a Kispert che "aveva bisogno di vedere Corey giocare di più contro la migliore concorrenza prima di decidere se avesse potuto giocare con Virginia; Virginia aveva effettivamente reclutato Kispert, senza però offrirgli una borsa di studio.
Insieme a Jalen Suggs e Drew Timme trascina Gonzaga ad una regular season senza sconfitta e alla vittoria del torneo della WCC. Qualificatasi come primo seed nella March Madness, Gonzaga giunge fino alla finale nazionale, dove viene però sconfitta da Baylor. Kispert viene nominato giocatore dell'anno della WCC e vince il Julius Erving Award come miglior ala piccola della nazione, dopo aver tenuto una media di 18,6 punti e cinque rimbalzi a partita.

## Statistiche

### NCAA
| Anno      | Squadra          | PG  | PT  | MP   | TC%  | 3P%  | TL%  | RP  | AP  | PRP | SP  | PP   |
| --------- | ---------------- | --- | --- | ---- | ---- | ---- | ---- | --- | --- | --- | --- | ---- |
| 2017-2018 | Gonzaga Bulldogs | 35  | 7   | 19,4 | 46,0 | 35,1 | 66,7 | 3,2 | 0,7 | 0,3 | 0,2 | 6,7  |
| 2018-2019 | Gonzaga Bulldogs | 37  | 36  | 26,1 | 43,7 | 37,4 | 87,5 | 4,1 | 1,0 | 0,6 | 0,5 | 8,0  |
| 2019-2020 | Gonzaga Bulldogs | 33  | 33  | 33,0 | 47,4 | 43,8 | 81,0 | 4,0 | 2,1 | 0,9 | 0,4 | 13,9 |
| 2020-2021 | Gonzaga Bulldogs | 32  | 32  | 31,8 | 52,9 | 44,0 | 87,8 | 5,0 | 1,8 | 0,9 | 0,4 | 18,6 |
| Carriera  | Carriera         | 137 | 108 | 27,4 | 48,3 | 40,8 | 82,4 | 4,0 | 1,4 | 0,7 | 0,4 | 11,6 |

#### Massimi in carriera
- Massimo di punti: 32 vs Virginia (26 dicembre 2020)[22]
- Massimo di rimbalzi: 10 vs Portland (25 gennaio 2018)
- Massimo di assist: 6 vs Iowa (19 dicembre 2020)
- Massimo di palle rubate: 5 vs Loyola Marymount (6 febbraio 2020)
- Massimo di stoppate: 3 vs Texas A&M (15 novembre 2018)
- Massimo di minuti giocati: 46 vs Florida (24 novembre 2017)

### NBA

#### Regular Season
| Anno      | Squadra       | PG  | PT  | MP   | TC%  | 3P%  | TL%  | RP  | AP  | PRP | SP  | PP   |
| --------- | ------------- | --- | --- | ---- | ---- | ---- | ---- | --- | --- | --- | --- | ---- |
| 2021-2022 | Wash. Wizards | 77  | 36  | 23,4 | 45,5 | 35,0 | 87,1 | 2,7 | 1,1 | 0,5 | 0,3 | 8,2  |
| 2022-2023 | Wash. Wizards | 74  | 45  | 28,3 | 49,7 | 42,4 | 85,2 | 2,8 | 1,2 | 0,4 | 0,1 | 11,1 |
| 2023-2024 | Wash. Wizards | 80  | 22  | 25,8 | 48,6 | 38,3 | 72,6 | 2,8 | 2,0 | 0,5 | 0,2 | 13,4 |
| 2024-2025 | Wash. Wizards | 61  | 0   | 26,3 | 45,1 | 36,4 | 85,2 | 3,0 | 1,7 | 0,4 | 0,2 | 11,6 |
| Carriera  | Carriera      | 292 | 103 | 25,9 | 47,4 | 38,2 | 80,5 | 2,8 | 1,5 | 0,5 | 0,2 | 11,1 |

#### Massimi in carriera
- Massimo di punti: 29 vs New York Knicks (2 aprile 2023)[23]
- Massimo di rimbalzi: 7 (4 volte)
- Massimo di assist: 6 vs Sacramento Kings (12 dicembre 2022)
- Massimo di palle rubate: 3 vs Milwaukee Bucks (24 marzo 2022)
- Massimo di stoppate: 2 (4 volte)
- Massimo di minuti giocati: 43 vs Los Angeles Clippers (10 dicembre 2022)

## Palmarès

### Squadra

#### NCAA
- WCC Tournament (2018, 2020, 2021)

### Individuale

#### High school
- Washington Class 1A Tournament MVP (2016)

#### NCAA
- All-WCC First Team (2020, 2021)
- Associated Press All-American First Team (2021)
- Julius Erving Award (2021)
- WCC Player of the Year (2021)
- WCC All-Tournament (2021)
- Academic All-American of the Year (2021)